# 神奈川大学総合理学研究所
神奈川大学総合理学研究所（かながわだいがくそうごうりがくけんきゅうじょ）は、神奈川県平塚市にある神奈川大学の附置研究所。

## 概要
神奈川大学総合理学研究所は、1986年前身となる知識情報研究所として数学・物理科学、情報科学、物質・エネルギー科学、そして生命科学の4分野を総合的にとらえ、「知識情報」として体系化するという目的で開設された。1993年に名称変更、科学技術の4分野の共同研究、セミナー、シンポジウムなどを行う。また、研究所内に理学部産官学連携推進委員会を置き、同大学理学部が産業界等の外部組織と接触する際の受け皿の役割となっている。

## 沿革
- 1986年（昭和61年） - 知識情報研究所創設[2]
- 1993年(平成５年)４月　名称変更総合理学研究所

## 組織
- 神奈川大学総合理学研究所
  - 理学部産官学連携推進委員会

## 研究
- - 平成30年度総合理学研究所共同研究一覧[3]
- 1走査トンネル発光分光のための半導体ナノ構造形成	星野 靖
- 2記述式解答の自動採点に向けた日本語文解析手法と採点方式の研究	後藤 智範
- 3拡張ビオローゲンの還元で生じるラジカルに関するESR分光	河合 明雄
- 4内部での化学反応を利用して動くベシクルの構築	鈴木 健太郎
- 5相模川河口域における長期環境変動のモニタリング６（潮汐が河口環境に与える影響）	西本 右子
- 6高等植物の花粉母細胞の形成とその機能に関わる細胞生物学的解析	安積 良隆
- 7標本DNAというタイムカプセルで過去の遺伝的多様性をみる：シカ害や人為的攪乱が野生植物の遺伝子に与えた影響	岩崎 貴也
- 8原生動物ミドリゾウリムシの無菌培養系の確立に関する研究	小谷 享
- 9ナマズ目オトシンクルスをモデルとした硬骨魚類黒色素胞の収縮調節機構の研究	豊泉 龍児

## 研究成果
- 神奈川大学総合理学研究所菅原正客員教授らの研究グループが、人工細胞において、DNAの長さが分裂を制御することを解明。その研究成果が英国Nature姉妹誌の『Scientific Reports』に掲載された。[4]

## 著名な研究者
- 初代所長藤原鎮男教授
- 第二代所長門屋卓教授
- 第三代総合理学研究所長杉谷嘉則教授
- 第四代総合理学研究所長釜野徳明教授
- 第五代総合理学研究所長齊藤光實教授
- 第六代総合理学研究所長鈴木季直教授
- 第七代総合理学研究所所長川本達也教授